# Black Utopia
Black Utopia è il terzo album in studio del tastierista statunitense Derek Sherinian, pubblicato il 29 aprile 2003 dalla Inside Out Music.

## Tracce
Musiche di Derek Sherinian, eccetto dove indicato.
1. The Fury – 0:51
2. The Sons of Anu – 7:09 (musica: Derek Sherinian, Brian Tichy)
3. Nightmare Cinema – 5:25 (musica: Derek Sherinian, Brian Tichy)
4. Stony Days – 6:16 (musica: Derek Sherinian, Simon Phillips, Tony Franklin)
5. Starcycle – 5:04 (musica: Hammer)
6. Axis of Evil – 6:09 (musica: Derek Sherinian, Eric Mensinger)
7. Gypsy Moth – 1:59
8. Sweet Lament – 3:14
9. Black Utopia – 8:50 (musica: Derek Sherinian, Brian Tichy)

Traccia bonus nell'edizione giapponese
1. Trojan Horse (Demo)

## Formazione
Musicisti
- Derek Sherinian – tastiera
- Yngwie Malmsteen – chitarra (tracce 1, 2, 6)
- Al Di Meola – chitarra nylon (tracce 2, 7), chitarra solista (traccia 2)
- Jerry Goodman – violino (tracce 2, 3, 6-9), violino elettrico (traccia 2)
- Billy Sheehan – basso (tracce 2, 6 e 9)
- Tony Franklin – basso fretless (eccetto traccia 1)
- Simon Phillips – batteria (tracce 2-6, 8 e 9)
- Zakk Wylde – chitarra (tracce 3, 6 e 9)
- Steve Lukather – chitarra (tracce 4, 5, 8)
- Mike Shapiro – percussioni (traccia 7)

Produzione
- Derek Sherinian – produzione
- Simon Phillips – coproduzione, ingegneria del suono
- Steve Macmillan – missaggio
- Tony Franklin – missaggio
- Albert Law – ingegneria del suono
- Brad Vance – mastering